# آرامگاه شیخ محمد رشید الدین بیدوازی
بقعه شیخ محمد رشید الدین بیدوازی مربوط به دوره ایلخانی - دوره تیموریان است و در شهرستان اسفراین، روستای بیدواز واقع شده و این اثر در تاریخ ۲۷ دی ۱۳۷۷ با شمارهٔ ثبت ۲۱۹۲ به‌عنوان یکی از آثار ملی ایران به ثبت رسیده است.